# Brenderup
Brenderup – miasto w Danii, w regionie Dania Południowa, w gminie Middelfart.